# Wartturm (Saalbach-Hinterglemm)

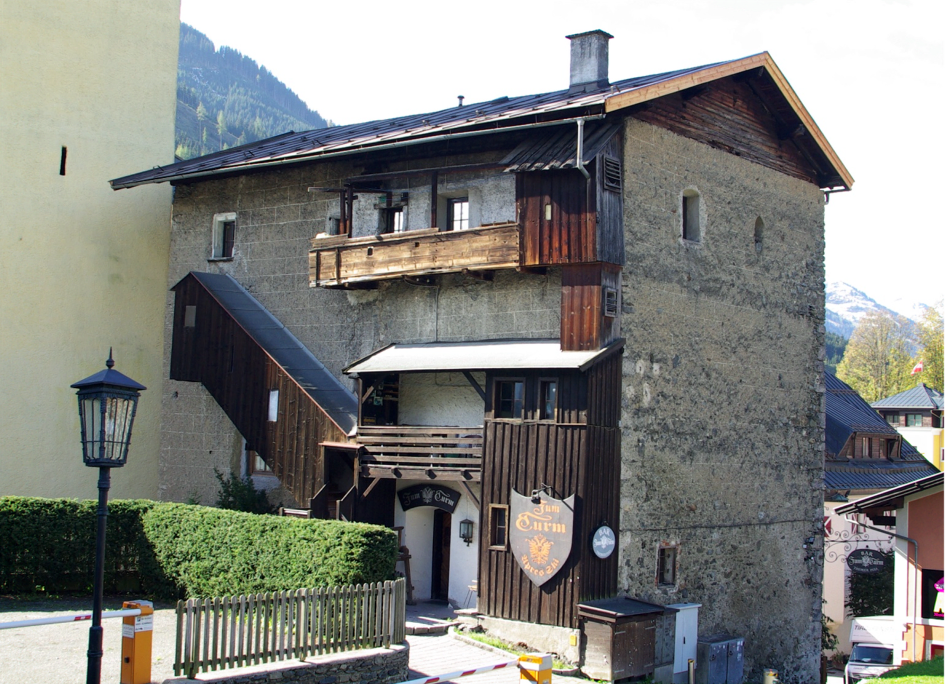
Wartturm in Saalbach-Hinterglemm

Der Wartturm befindet sich in der Gemeinde Saalbach-Hinterglemm im Bezirk Zell am See des Landes Salzburg. Er steht unter Denkmalschutz (Listeneintrag).

## Geschichte
Der Turm gehörte zur Grundherrschaft der Pfarrkirche der hl. Ägidius und Martin in Fusch an der Glocknerstraße. Daraus leitet sich die Vermutung ab, dass der Turm im Besitz der Herren von Goldegg war, welche zu Beginn des 14. Jahrhunderts nach Fusch stifteten. Der Turm diente mit anderen Wehrbauten (Pass und Schanze Spielberg, Turm beim Gut Mitteregg, Pass Hennlab) zur Sicherung der Bergwerke am Oberlauf der Saalach und als Vorratslager für die Pinzgauer Bergwerke.

## Baulichkeit
Der Turm steht nördlich der Pfarrkirche von Saalbach-Hinterglemm. Er ist aus starkem Bruchsteinmauerwerk errichtet. Ursprünglich befand sich der Zugang nur im 1. Stock, heute kann man das Haus auch ebenerdig betreten. Die Fenster sind unregelmäßig angeordnet, einige von ihnen weisen an den oberen Kehlen Nasen auf. Heute befindet sich in dem Gebäude die Après-Ski-Bar Off Piste Bar. In unmittelbarer Nähe des Turms befindet sich das Heimathaus von Saalbach, ein Bauernhaus aus dem 16. Jahrhundert, in dem bäuerliches Gerät ausgestellt wird.